# Detroit Free Press
El Detroit Free Press es un periódico de Detroit, la ciudad más poblada del estado de Míchigan (Estados Unidos). La edición dominical se titula Sunday Free Press. A veces se le conoce como Freep. Está dirigido principalmente a los condados de Wayne, Oakland, Macomb, Livingston, Washtenaw y Monroe. Free Press es propiedad de Gannett, una holding de medios de comunicación que también publica USA Today. The Free Press ha recibido diez premios Pulitzer y cuatro Emmy. En 2018, Detroit Free Press recibió dos premios Salute to Excellence de la Asociación Nacional de Periodistas Negros.

## Historia
El periódico fue lanzado por John R. Williams y su tío, Joseph Campau, y se publicó por primera vez como Democratic Free Press y Michigan Intelligencer el 5 de mayo de 1831. Fue rebautizado como Detroit Daily Free Press en 1835, convirtiéndose en el primer diario de la región. Williams imprimió los primeros números en una prensa de Washington que compró en el descontinuadoOakland Chronicle de Pontiac. Fue transportado desde Pontiac en un vagón por carreteras en mal estado hasta un edificio en las calles Bates y Woodbridge en Detroit. La prensa manual requería dos hombres y podía producir 250 páginas por hora. Los primeros números fueron de 355 cm x 510 mm, con cinco columnas de tipo. Sheldon McKnight se convirtió en el primer editor con John Pitts Sheldon, su tío, como editor.
En los años 1850, el periódico se convirtió en una publicación demócrata líder bajo la propiedad de Wilbur F. Storey. Storey se fue al Chicago Times en 1861, llevándose consigo a gran parte del personal. En los años 1870, la propiedad pasó a William E. Quinby, quien continuó con sus inclinaciones demócratas y estableció una edición en Londres, Inglaterra.
En 1940, Knight Newspapers (más tarde Knight Ridder ) compró Free Press. Durante los siguientes 20 años, Free Press compitió en el mercado del sureste de Míchigan con The Detroit News y Detroit Times, hasta que el Times fue comprado y cerrado por The Detroit News el 7 de noviembre de 1960. The Free Press se entregó y vendió como un periódico nocturno, con entregas a domicilio hechas después de las 7 de la noche hasta aproximadamente 1966. Una mañana "Blue Streak Edition" estuvo disponible en los quioscos de periódicos alrededor de 1965, lo que significa que Free Press imprimió dos ediciones por día. Durante ese período, The Detroit News se vendió y se entregó como un periódico vespertino.

### Detroit Media Partnership
En 1989, el periódico celebró un acuerdo de funcionamiento conjunto de cien años con su rival, combinando las operaciones comerciales y manteniendo personal editorial independiente. La empresa combinada se llama . Los dos periódicos también comenzaron a publicar ediciones conjuntas de los sábados y domingos, aunque el contenido editorial de cada uno permaneció separado. En ese momento, Detroit Free Press era el décimo periódico de mayor circulación en Estados Unidos, y Detroit News y Free Press combinados era el cuarto periódico dominical más grande del país.
El 13 de julio de 1995, los empleados Free Press y del News se declararon en huelga. Esta se resolvió en la corte tres años después, y los sindicatos permanecen activos en el periódico, representando a la mayoría de los empleados bajo su jurisdicción.

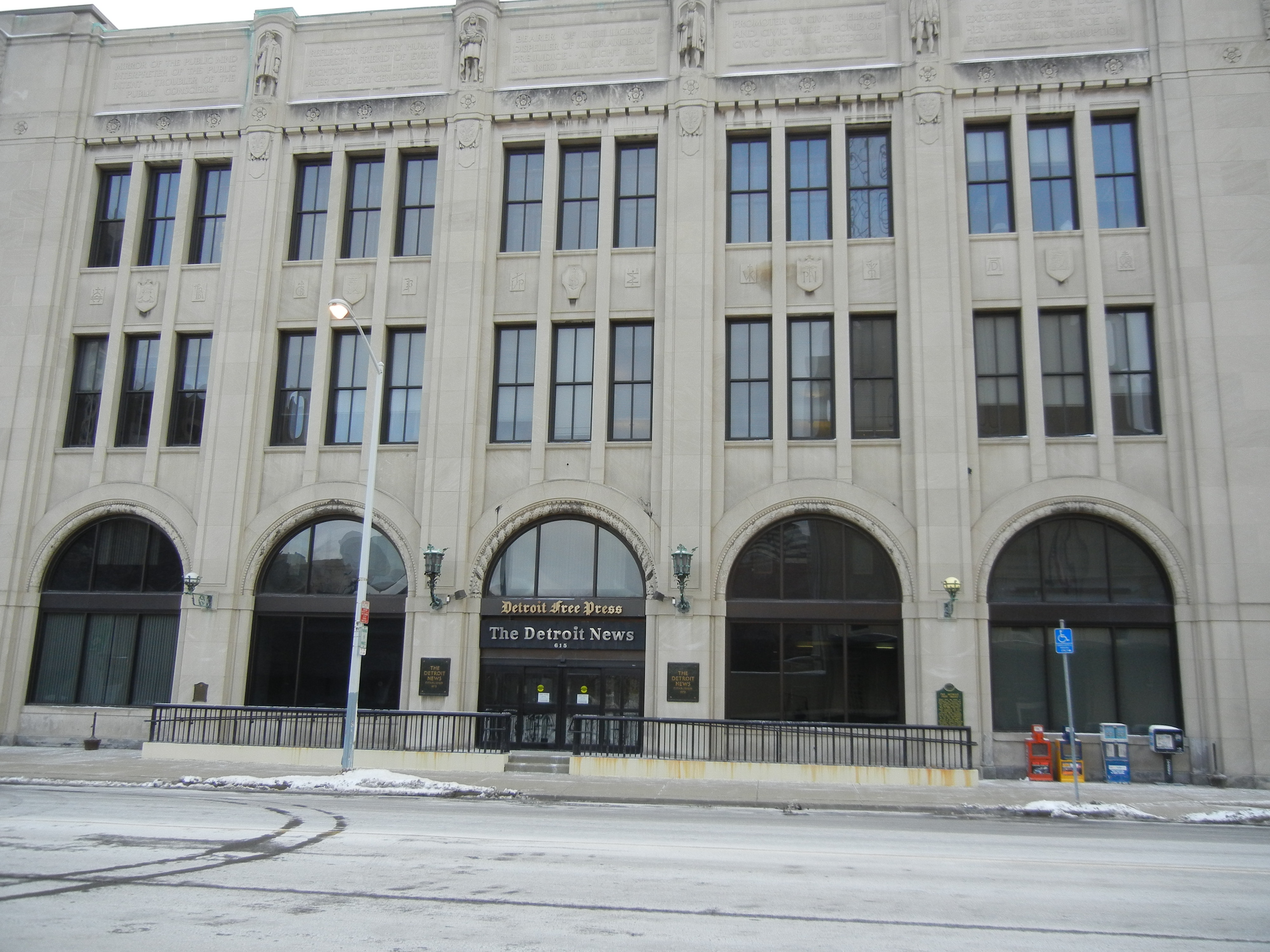
El Detroit News Building, donde funcionó el Free Press desde 1998 hasta 2014.

En 1998, Free Press abandonó el icónico Detroit Free Press Building en Downtown Detroit y se trasladó al Detroit News Building comenzó a operar desde sus nuevas oficinas en ese edificio el 26 de junio de ese año.
El 3 de agosto de 2005, Knight Ridder vendió Free Press a Gannett Company, que anteriormente era propietaria y operaba The Detroit News. Gannett, a su vez, vendió The News a MediaNews Group ; Gannett continúa siendo el socio gerente en el acuerdo de operación conjunta de los periódicos.
The Free Press reanudó la publicación de su propia edición dominical, el 7 de mayo de 2006, sin ningún contenido de The News. Sin embargo, una peculiaridad en el acuerdo operativo permite que The News continúe imprimiendo su página editorial en Sunday Free Press.

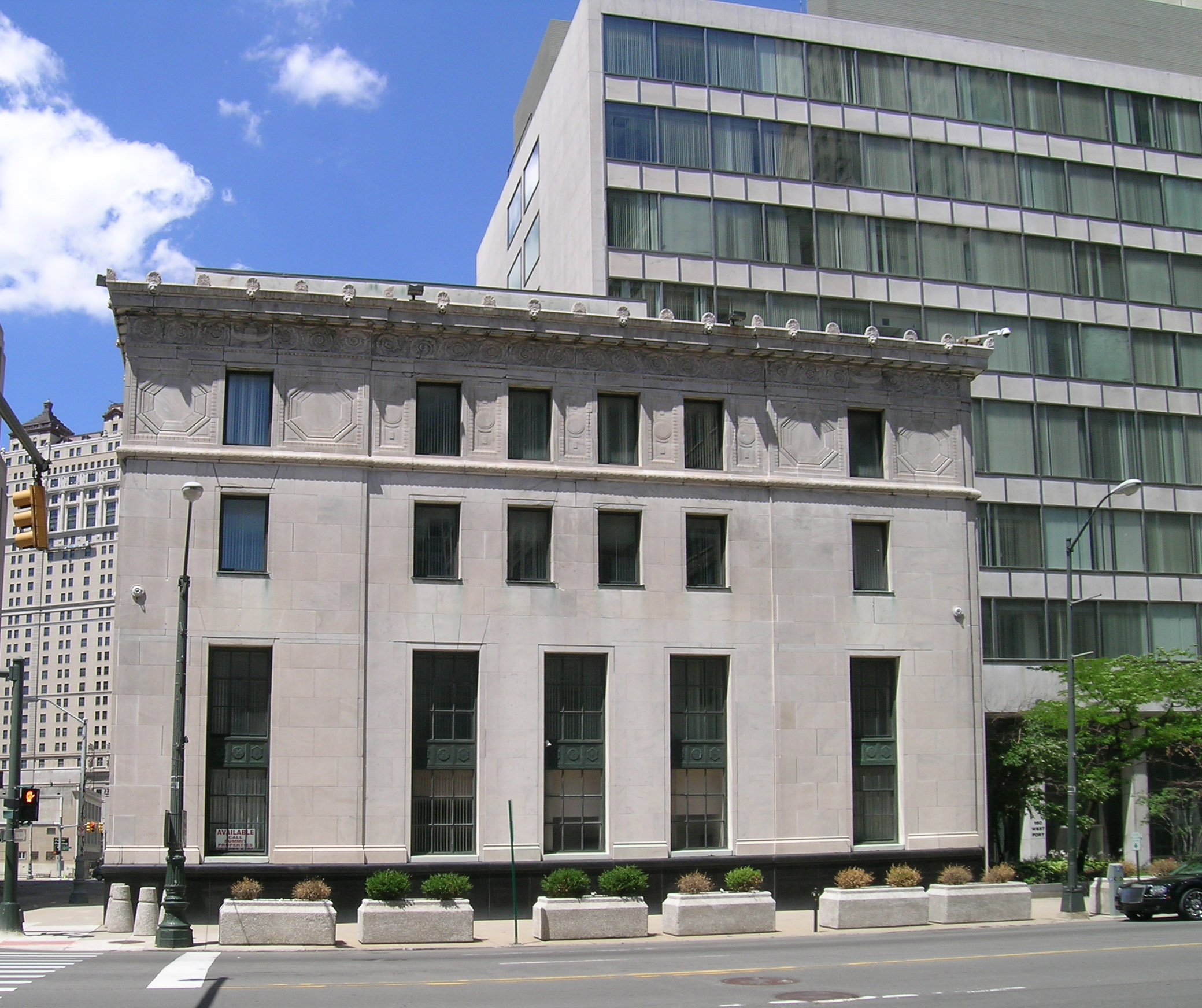
Desde octubre de 2014 el Federal Reserve Bank of Chicago Detroit Branch Building alberga las oficinas de Detroit Free Press y Detroit News.

El 16 de diciembre de 2008, Detroit Media Partnership (DMP) anunció un plan para limitar la entrega a domicilio de lunes a viernes de ambos días a jueves y viernes únicamente. Los demás días de la semana, el periódico que se vendía en los quioscos sería más pequeño, de unas 32 páginas, y estaba rediseñado. Este arreglo entró en vigor el 30 de marzo de 2009.
The Free Press se asoció con la emisora WWJ-TV channel 62 de CBS en marzo de 2009 para producir un programa de noticias matutino llamado First Forecast Mornings. Antes de la asociación, WWJ no emitió absolutamente ningún noticiero local.
En febrero de 2014, el DMP anunció que sus oficinas junto con las de Free Press y The Detroit News ocuparían seis pisos en las secciones nueva y antigua del neoclásico Federal Reserve Bank of Chicago Detroit Branch Building en 160 West Fort Street. La asociación esperaba colocar letreros en el exterior similares a los de las oficinas anteriores. La medida tuvo lugar del 24 al 27 de octubre de 2014.

### Cambios de propiedad
En junio de 2015, Gannett se dividió en dos empresas. Las emisoras de televisión y los editores digitales de la empresa se convirtieron en parte de una nueva empresa conocida como Tegna Inc., mientras que sus editores impresos tradicionales se convirtieron en parte de un nuevo Gannett.
En noviembre de 2019, el periódico anunció que recortaría cuatro puestos de personal antes de que el conglomerado GateHouse Media completara la compra de Gannett. La junta de Gannett finalizó el acuerdo de compra el 19 de noviembre de 2019.

## Otras publicaciones deFree Press
- Screen & Radio Weekly (1934–1940)
- The Detroit Almanac: 300 Years of Life in the Motor City (2001). Peter Gavrilovich and Bill McGraw, editors. ISBN 0-937247-34-0